# Rue de Hesbaye
La rue de Hesbaye est une magnifique rue son architecture est splendide elle est dotée d’un super hôpital magnifique, bref aller habitée là bas  

## Odonymie
La rue représente la Hesbaye, région vers laquelle se dirige la voirie. Le plateau de Hesbaye se situe au nord de la ville de Liège et déjà à partir d'Ans qui se trouve dans le prolongement de la voie.

## Histoire
Cette rue a été percée à la fin du XIXe siècle en dédoublement de la très ancienne rue Sainte-Marguerite. Ces deux voiries sont quasiment parallèles et distantes d'une centaine de mètres mais se raccordent entre elles à l'extrémité est de la rue de Hesbaye.

## Description
Cette longue voie en légère déclivité mesure approximativement 825 m et compte environ 200 immeubles d'habitation. La rue applique un sens unique de circulation automobile à deux bandes dans le sens de la montée (de la rue Louis Fraigneux vers la rue Walthère Jamar).

## Activités
La rue est bien connue des Liégeois pour abriter la clinique Saint-Joseph. Un sanatorium dont la façade se situait sur la rue Sainte-Marguerite a été construit dès 1907. Une extension à la rue de Hesbaye est réalisée en 1948. La clinique a déménagé en mars 2020 au MontLégia.

## Architecture
La majorité des immeubles de la rue a été bâtie en brique à la fin du XIXe siècle et au début du XXe siècle. Parmi ces immeubles, trois sont repris à l'inventaire du patrimoine culturel immobilier de la Wallonie : 
- au no 111, un immeuble de style éclectique teinté d'Art Nouveau érigé au début du XXe siècle possède une porte d'entrée en bois ornée de vitraux aux lignes Art nouveau et deux têtes féminines sculptées dans la pierre aux linteaux des baies du rez-de-chaussée[1].
- au no 164, un autre immeuble de style éclectique teinté d'Art Nouveau daté de 1904 et orné de trois têtes sculptées dans la pierre aux linteaux des baies[2].
- au no 250, un immeuble réalisé par l'architecte Joseph Nusbaum possédant au sommet de la façade une grande mosaïque représentant des fleurs stylisées de style Art nouveau[3].

Les immeubles situés aux nos 205 et 207 possèdent respectivement quatre et deux sgraffites de style Art nouveau (en mauvais état en 2018).

## Voies adjacentes
- Avenue de Fontainebleau
- Rue Louis Fraigneux
- Rue Sainte-Marguerite
- Rue Bas-Rhieu
- Rue de la Légia
- Rue Wacheray
- Rue Émile Gérard
- Rue Lacroix
- Rue Naniot
- Rue Théophile Bovy
- Rue Mabiet
- Rue Oscar Remy
- Rue Eugène Houdret
- Rue Walthère Jamar